# Abdulhamit Gül
Abdulhamit Gül, né le 12 mars 1977 à Nizip, est un avocat et homme politique turc, membre du Parti de la justice et du développement. 
De 2017 à 2022, il est ministre de la justice de la Turquie. Il est député de la Grande Assemblée nationale de Turquie pour Gaziantep depuis 2015